# Eliseu Maria Gomes de Oliveira
Eliseu Maria Gomes de Oliveira OCarm (* 12. September 1920 in João Pessoa, Brasilien; † 15. Januar 2002 in Itabuna) war ein römisch-katholischer Ordensgeistlicher und Bischof von Itabuna.

## Leben
Eliseu Maria Gomes de Oliveira trat der Ordensgemeinschaft der Karmeliten bei und empfing am 17. September 1944 die Priesterweihe.
Papst Paul VI. ernannte ihn am 3. Februar 1968 zum Weihbischof in Maceió und Titularbischof von Tituli in Numidia. Der Erzbischof von Maceió, Adelmo Cavalcante Machado, spendete ihm am 19. März desselben Jahres die Bischofsweihe; Mitkonsekratoren waren Gabriel Paulino Bueno Couto OCarm, Bischof von Jundiaí, und Raimundo Luí OCarm, Bischof von Paracatu.
Der Papst ernannte ihn am 5. Februar 1974 zum Bischof von Caetité. Johannes Paul II. ernannte ihn am 24. September 1980 zum Bischof von Itabuna. Von seinem Amt trat er am 20. Juli 1983 zurück.